# 勒克尼茨河 (施普雷河支流)
52°25′33.44″N 13°45′3.41″E / 52.4259556°N 13.7509472°E

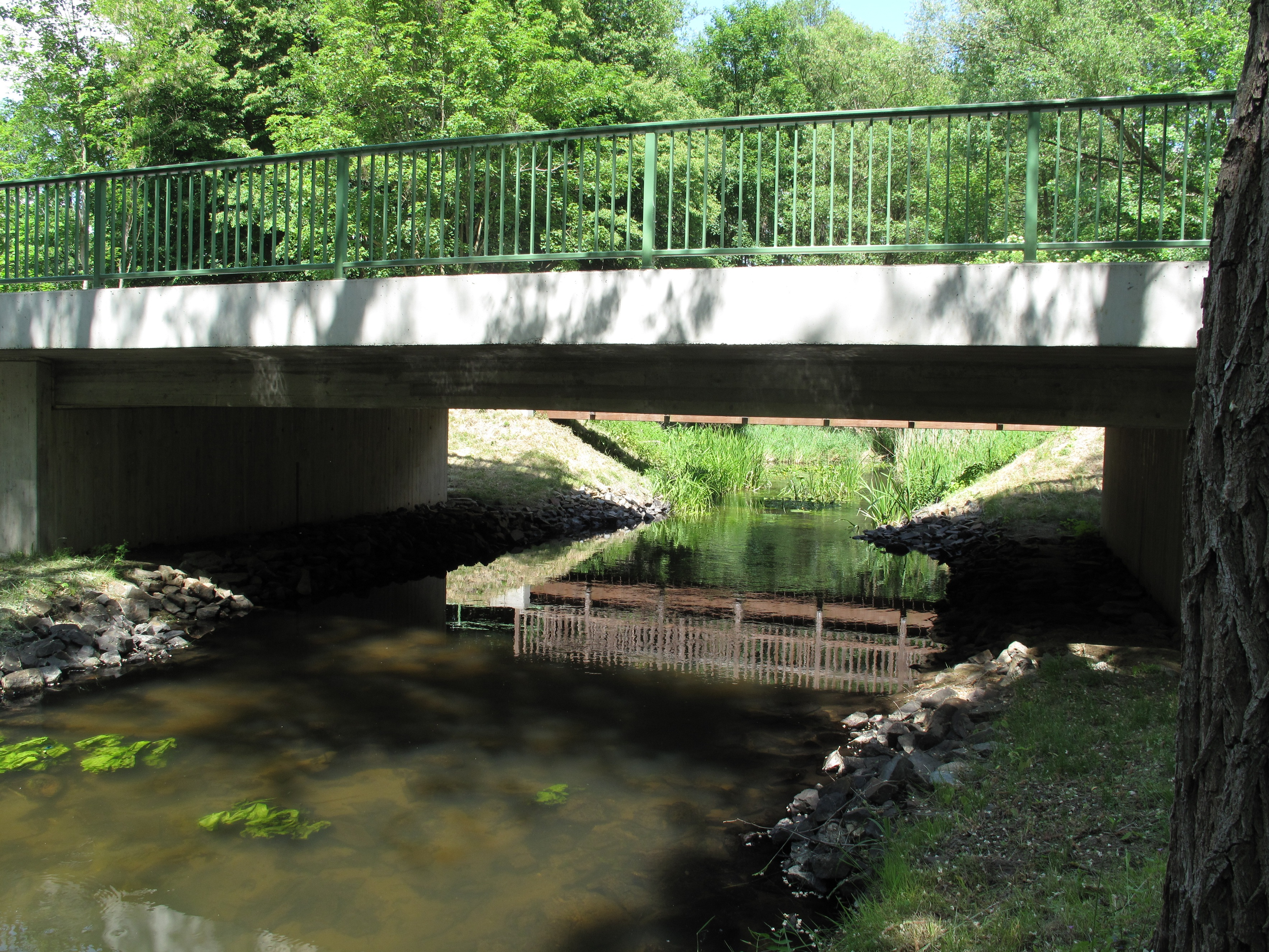
勒克尼茨河

勒克尼茨河（德語：Löcknitz），是德國的河流，位於該國東北部，由勃蘭登堡州負責管轄，屬於施普雷河的右支流，河道全長33公里，流域面積379平方公里，發源自明歇貝格以西。